# Encyocrates raffrayi
Encyocrates raffrayi es una especie de araña que pertenece a la familia Theraphosidae (tarántulas). Es una especie endémica de Madagascar.